# قص كامل
في علم الزلازل، القص الكامل (بالإنجليزية: Supershear)‏، يحدث عندما تكون سرعة انتشار الكسر أعلى من سرعة موجات القص أو الموجات السطحية، وتكون النتيجة مشابهة لما يحدث عندما تخترق الطائرة جدار الصوت وتفوق سرعتها سرعة الصوت مما يؤدي إلى حدوث انفجار صوتي، إذ يُمكن أن تُنتج عن القص الكامل حدوث موجات اهتزازية تؤدي إلى تحريك الأرض بقوة على امتداد الصدع، وقد تؤدي زيادة القص والاهتزاز إلى حدوث أضرار كبيرة بصورة خطيرة من الزلزال الكبير.